# 山西铭贤学校旧址
山西铭贤学校旧址位于山西省晋中市太谷区城东二里的侯城乡杨家庄村西，山西农业大学校内，是一处全国重点文物保护单位。

## 历史
1907年，孔祥熙在太谷南关基督教公理会明道院蒙馆的基础上兴办铭贤学堂（直译“欧柏林山西纪念学校”，用来纪念在义和团运动中被打死的欧柏林传教士们）。1908年，学校在小学的基础上增设中学班。
1909年，铭贤学堂迁址至太谷县城东二里的孟家花园。1916年秋，学校增设大学预科（相当于高中）。
中国抗日战争期间，铭贤学校迁往四川省，1943年改为四年制的私立铭贤学院，设有农、工、商三科共8个系。1950年迁返山西省太谷县。
1950年12月，中華人民共和國政府宣布冻结所有接受外国资助学校的资金，山西省人民政府接管铭贤学院。1951年院系调整，铭贤学院农科改为山西农学院，工科和商科并入山西大学。

## 保护
1996年1月12日，山西铭贤学校旧址公布为第三批山西省文物保护单位。
2013年3月5日，山西铭贤学校旧址公布为第七批全国重点文物保护单位，编号7-1645-5-038，近现代重要史迹及代表性建筑类，年代为清至民国。
- 崇圣楼
- 崇圣楼抱厦
- 崇圣楼抱厦
- 崇圣楼抱厦
- 崇圣楼
- 尚德堂
- 尚德堂